# Lakeland (Georgia)
Lakeland es un pueblo ubicado en el condado de Lanier en el estado estadounidense de Georgia. En el censo de 2000, su población era de 2.730.

## Demografía
En el 2000 la renta per cápita promedia del hogar era de $22,346, y el ingreso promedio para una familia era de $28,487. El ingreso per cápita para la localidad era de $13,156. Los hombres tenían un ingreso per cápita de $23,457 contra $19,276 para las mujeres.

## Geografía
Lakeland se encuentra ubicado en las coordenadas 31°2′21″N 83°4′13″O / 31.03917, -83.07028 (31.039214, -83.070397).
Según la Oficina del Censo, la localidad tiene un área total de 8,1 km² (3,1 mi²), de la cual 8 km² (3,1 mi²) es tierra y 0,1 km² (0 mi²) (1.90%) es agua.

## Educación

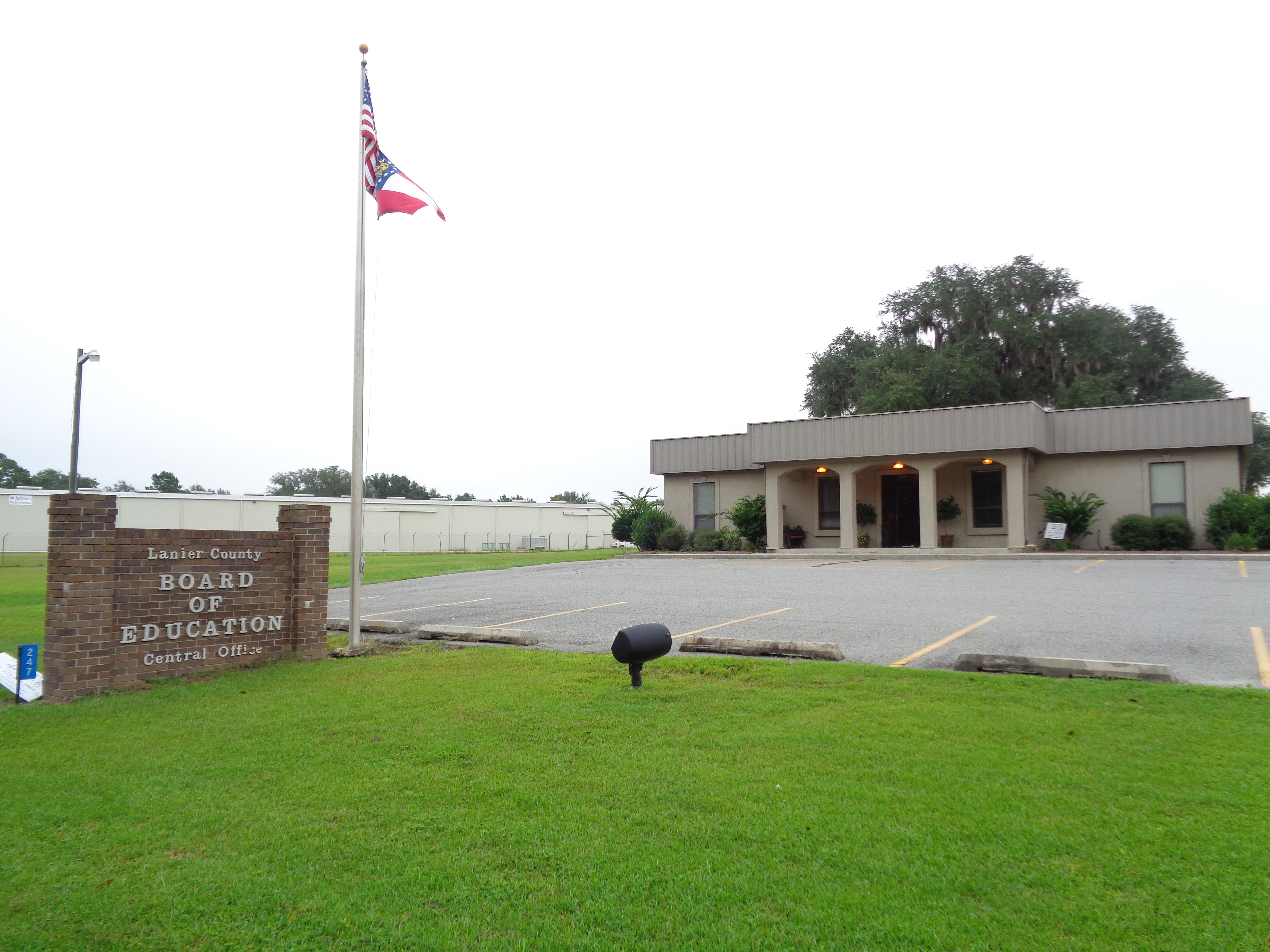
Sede de la Junta Escolar del Condado de Lanier

La Junta Escolar del Condado de Lanier gestiona cuatro escuelas en Lakeland:
- Escuela Primaria del Condado de Lanier (Lanier County Primary School)[4]
- Escuela Elemental del Condado de Lanier (Lanier County Elementary School)[5]
- Escuela Intermedia del Condado de Lanier (Lanier County Middle School)[6]
- Escuela Secundaria del Condado de Lanier (Lanier County High School)[7]